# Ponsas
Ponsas é uma comuna francesa na região administrativa de Auvérnia-Ródano-Alpes, no departamento de Drôme. Estende-se por uma área de 2,71 km². Em 2010 a comuna tinha 539 habitantes (densidade: 198,9 hab./km²).